# Biskupi lwowscy (Kościół łaciński)
Biskupi lwowscy – biskupi diecezjalni, biskupi koadiutorzy i biskupi pomocniczy diecezji lwowskiej (od 1412 archidiecezji).

## Biskupi

### Biskupi diecezjalni
| Lata urzędowania | Biskup | Biskup                           | Uwagi |
| ---------------- | ------ | -------------------------------- | --- |
| 1359–?           |        | Tomasz ze Lwowa                  | |
| 1365–1371        |        | Krystyn                          | |
| XIV w.           |        | Konrad                           | |
| 1390–?           |        | Jerzy Eberhardi                  | |
| 1401–?           |        | Herman Wytkind                   | |
| 1414–1436        |        | Jan Rzeszowski                   | arcybiskup metropolita |
| 1437–1450        |        | Jan Odrowąż ze Sprowy            | arcybiskup metropolita |
| 1451–1477        |        | Grzegorz z Sanoka                | arcybiskup metropolita |
| 1480             |        | Jan Długosz                      | arcybiskup metropolita |
| 1481–1493        |        | Jan Strzelecki (Wątróbka)        | arcybiskup metropolita |
| 1493–1503        |        | Andrzej Boryszewski              | arcybiskup metropolita, administrator apostolski diecezji przemyskiej, następnie arcybiskup metropolita gnieźnieński i prymas Polski                                                                                            |
| 1505–1540        |        | Bernard Wilczek                  | arcybiskup metropolita |
| 1540–1554        |        | Piotr Starzechowski              | arcybiskup metropolita |
| 1555–1560        |        | Feliks Ligęza                    | arcybiskup metropolita |
| 1561–1565        |        | Paweł Tarło                      | arcybiskup metropolita |
| 1565–1575        |        | Stanisław Słomowski              | arcybiskup metropolita |
| 1576–1581        |        | Jan Sienieński                   | arcybiskup metropolita |
| 1583–1603        |        | Jan Dymitr Solikowski            | arcybiskup metropolita |
| 1604–1614        |        | Jan Zamoyski                     | arcybiskup metropolita |
| 1614–1633        |        | Jan Andrzej Próchnicki           | arcybiskup metropolita |
| 1633–1645        |        | Stanisław Grochowski             | arcybiskup metropolita |
| 1645–1653        |        | Mikołaj Krosnowski               | arcybiskup metropolita |
| 1654–1669        |        | Jan Tarnowski                    | arcybiskup metropolita |
| 1670–1677        |        | Wojciech Koryciński              | arcybiskup metropolita |
| 1681–1698        |        | Konstanty Samuel Lipski          | arcybiskup metropolita |
| 1700–1709        |        | Konstanty Józef Zieliński        | arcybiskup metropolita |
| 1710–1711        |        | Mikołaj Popławski                | arcybiskup metropolita |
| 1713–1733        |        | Jan Skarbek                      | arcybiskup metropolita |
| 1737–1757        |        | Mikołaj Ignacy Wyżycki           | arcybiskup metropolita |
| 1757             |        | Mikołaj Dembowski                | arcybiskup metropolita |
| 1758–1759        |        | Władysław Aleksander Łubieński   | arcybiskup metropolita, następnie arcybiskup metropolita gnieźnieński i prymas Polski i Litwy |
| 1760–1780        |        | Wacław Hieronim Sierakowski      | arcybiskup metropolita |
| 1780–1797        |        | Ferdynand Onufry Kicki           | arcybiskup metropolita |
| 1797–1812        |        | Kajetan Ignacy Kicki             | arcybiskup metropolita |
| 1815–1833        |        | Andrzej Alojzy Ankwicz           | arcybiskup metropolita, prymas Galicji i Lodomerii |
| 1834–1835        |        | Franz Xavier Luschin             | arcybiskup metropolita, prymas Galicji i Lodomerii |
| 1835–1846        |        | Franciszek de Paula Pisztek      | arcybiskup metropolita, prymas Galicji i Lodomerii |
| 1847–1848        |        | Václav Vilém Václavíček          | arcybiskup metropolita, prymas Galicji i Lodomerii |
| 1849–1858        |        | Łukasz Baraniecki                | arcybiskup metropolita |
| 1860–1884        |        | Franciszek Ksawery Wierzchleyski | arcybiskup metropolita |
| 1885–1900        |        | Seweryn Morawski                 | arcybiskup metropolita |
| 1900–1923        |        | Józef Bilczewski                 | arcybiskup metropolita, święty Kościoła katolickiego |
| 1923–1944        |        | Bolesław Twardowski              | arcybiskup metropolita |
| 1944–1962        |        | Eugeniusz Baziak                 | arcybiskup metropolita, wygnany w kwietniu 1946 ze Lwowa przez władze sowieckie, przeniósł się do Lubaczowa (archidiecezja lwowska) leżącego w powojennych granicach Polski, administrator apostolski archidiecezji krakowskiej |
|                  |        | Jan Nowicki                      | administrator apostolski z siedzibą w Lubaczowie w latach 1968–1973 |
|                  |        | Marian Rechowicz                 | administrator apostolski z siedzibą w Lubaczowie w latach 1973–1983 |
|                  |        | Marian Jaworski                  | administrator apostolski z siedzibą w Lubaczowie w latach 1984–1991, następnie arcybiskup metropolita lwowski |
| 1991–2008        |        | Marian Jaworski                  | arcybiskup metropolita, kardynał |
| od 2008          |        | Mieczysław Mokrzycki             | arcybiskup metropolita |

### Biskupi pomocniczy
| Lata urzędowania | Biskup | Biskup                     | Uwagi |
| ---------------- | ------ | -------------------------- | --- |
| 1488–1493        |        | Andrzej Boryszewski        | koadiutor, następnie arcybiskup metropolita lwowski, administrator apostolski diecezji przemyskiej, późniejszy arcybiskup metropolita gnieźnieński i prymas Polski |
| 1617–1625        |        | Tomasz Pirawski            | |
| 1626–1633        |        | Łukasz Kaliński            | |
| 1634–1640        |        | Zachariasz Nowoszycki      | |
| 1641–1656        |        | Andrzej Srzedrzyński       | |
| 1657–1662        |        | Stefan Kazimierz Charbicki | |
| 1663–1690        |        | Jerzy Giedziński           | |
| 1696–1713        |        | Jan Skarbek                | następnie arcybiskup metropolita lwowski |
| 1713–1716        |        | Stefan Bogusław Rupniewski | następnie biskup diecezjalny kamieniecki, późniejszy biskup diecezjalny łucki                                                                                      |
| 1717–1725        |        | Jan Feliks Szaniawski      | następnie biskup diecezjalny chełmski |
| 1725–1732        |        | Hieronim Maciej Jełowicki  | |
| 1733–1776        |        | Samuel Głowiński           | |
| 1772–1792        |        | Kryspin Cieszkowski        | |
| 1777–1780        |        | Ferdynand Onufry Kicki     | od 1778 koadiutor, następnie arcybiskup metropolita lwowski |
| 1783–1797        |        | Kajetan Ignacy Kicki       | następnie arcybiskup metropolita lwowski |
| 1881–1885        |        | Seweryn Morawski           | następnie arcybiskup metropolita lwowski |
| 1886–1895        |        | Jan Puzyna                 | następnie biskup diecezjalny krakowski, kardynał |
| 1895–1906        |        | Józef Weber                | arcybiskup tytularny |
| 1906–1918        |        | Władysław Bandurski        | |
| 1918–1923        |        | Bolesław Twardowski        | następnie arcybiskup metropolita lwowski |
| 1928–1933        |        | Franciszek Lisowski        | następnie biskup diecezjalny tarnowski |
| 1933–1944        |        | Eugeniusz Baziak           | w 1944 koadiutor, następnie arcybiskup metropolita lwowski, administrator apostolski archidiecezji krakowskiej                                                     |
| 1991–1998        |        | Marcjan Trofimiak          | następnie biskup diecezjalny Łucka |
| 1991–1995        |        | Rafał Kiernicki            | |
| 1998–2002        |        | Stanisław Padewski         | następnie biskup diecezjalny Charkowa-Zaporoża |
| 2002–2007        |        | Marian Buczek              | następnie biskup diecezjalny Charkowa-Zaporoża |
| od 2002          |        | Leon Mały                  | |
| 2007–2008        |        | Mieczysław Mokrzycki       | koadiutor, następnie arcybiskup metropolita Lwowa |
| 2017–2025        |        | Edward Kawa                | następnie biskup diecezjalny kamieniecki |